# Анциферово (Вытегорский район)
Анциферово — деревня в Вытегорском районе Вологодской области.
Входит в состав Саминского сельского поселения, с точки зрения административно-территориального деления — в Саминский сельсовет.
Расстояние до районного центра Вытегры по автодороге — 46 км, до центра муниципального образования посёлка Октябрьский по прямой — 4 км. Ближайшие населённые пункты — Берег, Загородская, Крюковская, Лахново, Саминский Погост, Силово, Титово.
По переписи 2002 года население — 4 человека.